# Creagrutus
Creagrutus är ett släkte av fiskar. Creagrutus ingår i familjen Characidae.

## Dottertaxa tillCreagrutus, i alfabetisk ordning[1]
- Creagrutus affinis
- Creagrutus amoenus
- Creagrutus anary
- Creagrutus atratus
- Creagrutus atrisignum
- Creagrutus barrigai
- Creagrutus beni
- Creagrutus bolivari
- Creagrutus brevipinnis
- Creagrutus britskii
- Creagrutus calai
- Creagrutus caucanus
- Creagrutus changae
- Creagrutus cochui
- Creagrutus cracentis
- Creagrutus crenatus
- Creagrutus ephippiatus
- Creagrutus figueiredoi
- Creagrutus flavescens
- Creagrutus gephyrus
- Creagrutus gracilis
- Creagrutus guanes
- Creagrutus gyrospilus
- Creagrutus hildebrandi
- Creagrutus holmi
- Creagrutus hysginus
- Creagrutus ignotus
- Creagrutus kunturus
- Creagrutus lassoi
- Creagrutus lepidus
- Creagrutus machadoi
- Creagrutus maculosus
- Creagrutus magdalenae
- Creagrutus magoi
- Creagrutus manu
- Creagrutus maracaiboensis
- Creagrutus maxillaris
- Creagrutus melanzonus
- Creagrutus melasma
- Creagrutus menezesi
- Creagrutus meridionalis
- Creagrutus molinus
- Creagrutus mucipu
- Creagrutus muelleri
- Creagrutus nigrostigmatus
- Creagrutus occidaneus
- Creagrutus ortegai
- Creagrutus ouranonastes
- Creagrutus paraguayensis
- Creagrutus paralacus
- Creagrutus pearsoni
- Creagrutus peruanus
- Creagrutus petilus
- Creagrutus phasma
- Creagrutus pila
- Creagrutus planquettei
- Creagrutus provenzanoi
- Creagrutus runa
- Creagrutus saxatilis
- Creagrutus seductus
- Creagrutus taphorni
- Creagrutus tuyuka
- Creagrutus ungulus
- Creagrutus varii
- Creagrutus veruina
- Creagrutus vexillapinnus
- Creagrutus xiphos
- Creagrutus yanatili
- Creagrutus zephyrus